# Quae Ad Nos
 Quae Ad Nos  è un'enciclica di papa Leone XIII, datata 22 novembre 1902, scritta all'Episcopato della Boemia e della Moravia.